# Jean-Claude Forest

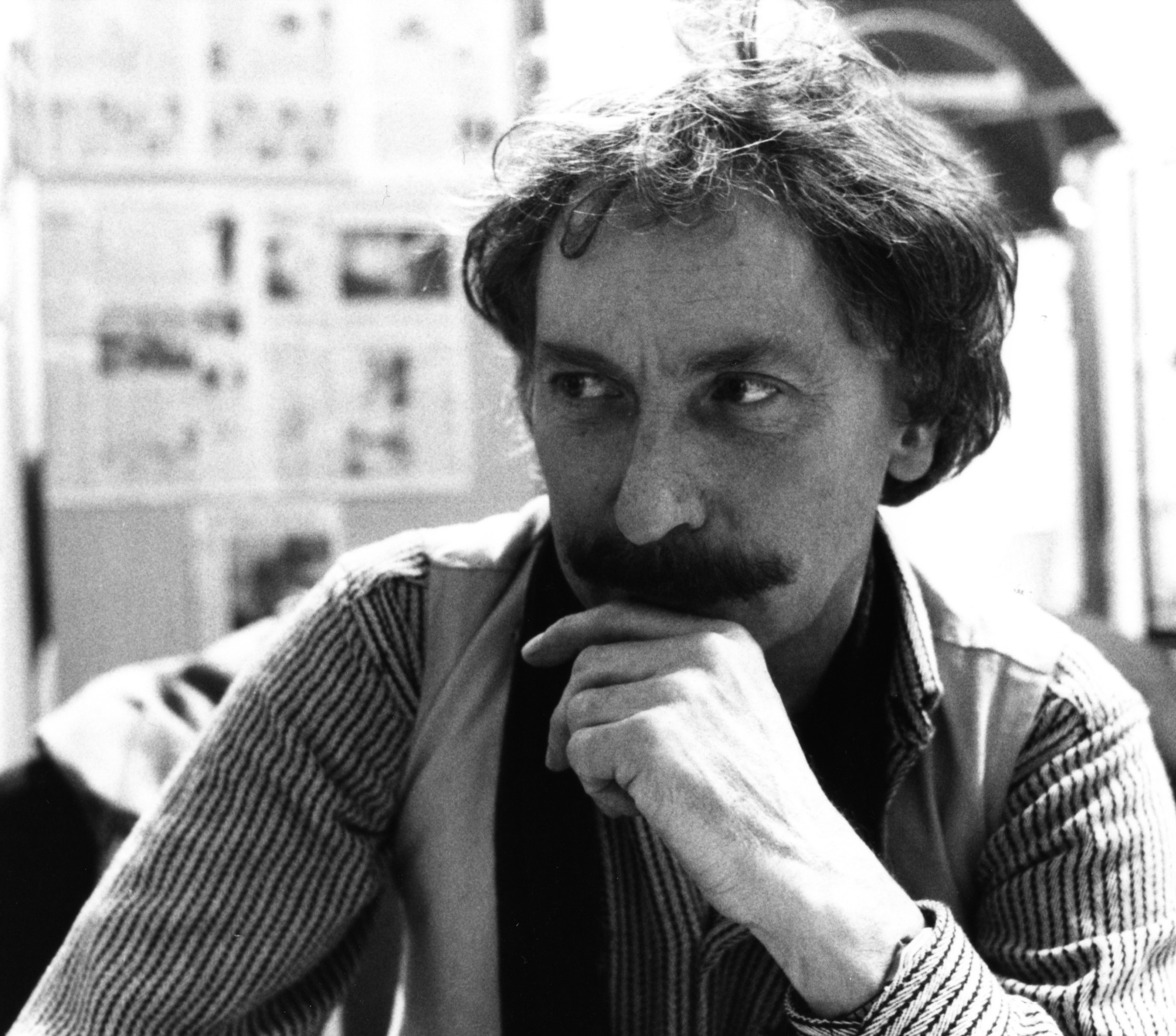
Jean-Claude Forest (1987)

Jean-Claude Forest (* 11. September 1930 in Le Perreux-sur-Marne bei Paris; † 30. Dezember 1998) war ein französischer Comiczeichner.

## Werdegang

### Die Anfänge
Jean-Claude Forest studierte an der École des Arts et Métiers in Paris und konnte bereits 1949 während des Studiums seinen ersten Comic, Flèche Noire, eine Adaption von Robert Louis Stevensons Der schwarze Pfeil, veröffentlichen. Ab 1952 zeichnete er für das Comicmagazin Vaillant, gestaltete Taschenbuchumschläge im Science-Fiction-Bereich und veröffentlichte seine ersten freizügigen Comics in der Tageszeitung France-Soir.

### Barbarella
International erfolgreich wurde Forest mit seiner Serie Barbarella, die zunächst in Episodenform ab 1962 im V Magazin erschien. Barbarella, eine Science-Fiction-Heldin, war attraktiv, sexuell aktiv und sehr freizügig. Sie setzte sich damit stark von den zu der Zeit überwiegend auf jüngeres Publikum ausgerichtete Comicpublikationen in Frankreich ab. 1964 erschien ein Album mit den ersten acht Episoden, das wegen seiner erotischen Darstellungen zunächst auf heftigen Widerstand stieß und vorübergehend verboten wurde. Durch den öffentlichen Aufruhr und das Verbot wurde das Interesse an dem Comic jedoch immer größer, so dass 1966 und 1968 Neuauflagen erschienen, Übersetzungen in anderen Ländern (u. a. Deutschland und England) folgten und der Comic mit Jane Fonda in der Titelrolle 1968 verfilmt wurde, was der Comic-Vorlage einen weiteren Popularitätsschub gab. Forest gestaltete auch das Setdesign der Verfilmung und passte für eine weitere Neuauflage des Barbarella-Albums das Aussehen seiner Titelheldin Jane Fonda an. In den Jahren 1974, 1977 und 1982 erschien je ein weiteres Album mit neuen Barbarella-Geschichten.

### Nach Barbarella
Im Zuge seines Erfolgs mit Barbarella wurde er erster Chefredakteur des 1964 von Daniel Filipacchi neu gegründeten Comicmagazins Chouchou, in dem er mit seiner Reihe Bébé Cyanure die Idee der jugendlichen Heldin in der Zukunft fortführte. Gaijinjoe bezeichnet diese Serie als „kleine Schwester von Barbarella“ und merkt an, dass sie zusammen mit dem Magazin (letzteres nach 14 Ausgaben) eingestellt wurde.
1971 begann Forest eine neue Serie mit dem Titel Hypocrite, die zunächst in France-Soir und ab 1972 im Magazin Pilote erschien. Diese und folgende Serien konnten aber an den Erfolg von Barbarella nicht anknüpfen und er betätigte sich in den folgenden Jahren überwiegend als Autor für andere Zeichner. Mit Jacques Tardi schuf er 1978 den Comic-Roman Ici Même. Er schrieb die Story für Die Schiffbrüchigen der Zeit (Zeichner Paul Gillon) und arbeitete mit Max Cabanes. Ab 1980 schrieb er für das Magazin (à suivre). Als Nachdruck aus diesem Magazin erschien 1984 mit Enfants c’est l’Hydragon qui passe das letzte Album, das Forest nicht nur textete, sondern auch zeichnete. 1986 wurde er Chefredakteur für die Kinderzeitschriften im Verlag Bayard-Presse. Die französische Post ehrte ihn 1989 mit einer Briefmarke. Mit dem One-Shot Il faut y croire pour le voir, gezeichnet von Alain Bignon, erschien 1996 das letzte Album von Forest.

## Auszeichnungen
- 1984 gewann er den Grand Prix de la Ville d’Angoulême des Internationalen Comicfestivals in Angoulême[8].
- 1986 erhielt er den Grand Prix des Internationalen Comic-Festivals im schweizerischen Sierre.[8]